# Ровни (Московская область)
Ровни — деревня в городском округе Шаховская Московской области России.

## Население
| 1852 | 1859 | 1926 | 2002 | 2006 | 2010 |
| ---- | ---- | ---- | ---- | ---- | ---- |
| 179  | ↗181 | ↗263 | ↘42  | ↗49  | ↘22  |

## География
Расположена примерно в 9 км к северу от районного центра — посёлка городского типа Шаховская. В деревне две улицы — Полевая и Солнечная, зарегистрировано два садоводческих товарищества.
Соседние населённые пункты — деревни Новоникольское, Елизарово, и Акинькино. Имеется автобусное сообщение с райцентрами Шаховская и Лотошино.

## Исторические сведения
В 1769 году Ровни — деревня Хованского стана Волоколамского уезда Московской губернии, владение Коллегии экономии, ранее Иосифова монастыря. К владению относилось 283 десятины 1501 сажень пашни, 12 десятин 750 саженей сенного покоса и 7 десятин 250 саженей леса. В деревне было 75 душ.
В середине XIX века деревня Ровни относилась ко 2-му стану Волоколамского уезда и принадлежала Департаменту государственных имуществ. В деревне было 23 двора, крестьян 83 души мужского пола и 96 душ женского.
В «Списке населённых мест» 1862 года — казённая деревня 1-го стана Волоколамского уезда Московской губернии по правую сторону Московского тракта, шедшего от границы Зубцовского уезда на город Волоколамск, в 32 верстах от уездного города, при колодце, с 22 дворами и 181 жителем (86 мужчин, 95 женщин).
По данным на 1890 год входила в состав Кульпинской волости, число душ мужского пола составляло 82 человека.
В 1913 году — 42 двора.
По материалам Всесоюзной переписи населения 1926 года — деревня Бабинского сельсовета Судисловской волости Волоколамского уезда, проживало 263 человека (114 мужчин, 149 женщин), насчитывалось 50 крестьянских хозяйств.
С 1929 года — населённый пункт в составе Шаховского района Московской области.
1994—2006 гг. — деревня Судисловского сельского округа Шаховского района.
2006—2015 гг. — деревня сельского поселения Раменское Шаховского района.
2015 — н. в. — деревня городского округа Шаховская Московской области.